# 冠中地產
冠中地產有限公司，(港交所：193)，是香港上市公司，澳門物業投資、金融、房地產銷售及地產代理。 

## 相關
- 澳門財神酒店（持有32.5%股權）
- 富活投資，2007年1月，冠中地產入股。[2]
- 關聯企業麗景灣置業是地產發展商，持有澳門中區南灣的澳門財富中心最大物權。

## 外部連結
- 冠中地產公司網頁 （页面存档备份，存于）